# Belvosia catamarcensis
Belvosia catamarcensis là một loài ruồi trong họ Tachinidae.